# قلعه ماسویاما
قلعه ماسویاما (به ژاپنی: 増山城, Masuyama-jō)، یک قلعه ژاپنی در تونامی، تویاما در استان تویاما امروزی در دوره موروماچی بود.